# Gălpâia
Gălpâia – wieś w Rumunii, w okręgu Sălaj, w gminie Bălan. W 2011 roku liczyła 401 mieszkańców.